# South African Council of Churches
South African Council of Churches (SACC) är ett ekumeniskt råd i Sydafrika.
Desmond Tutu var generalsekreterare i SACC när han fick Nobels fredspris år 1984.
Rådet har följande 36 medlemsorganisationer:
- African Catholic Church
- African Methodist Episcopal Church
- Anglican Church of Southern Africa
- AFM International
- Apostolic Faith Mission of South Africa
- Baptist Convention
- Bench Marks Foundation
- Christian Development Trust
- Church Land Programme
- Council of African Instituted Churches
- Diakonia Council of Churches
- Ethiopian Episcopal Church
- Evangelical Church in South Africa
- Evangelical Lutheran Church in Southern Africa
- Ecumenical Service for Socio-Economic Transformation (ESSET)
- Evangelical Lutheran Church in South Africa (Natal/Transvaal)
- Evangelical Presbyterian Church in South Africa
- Frälsningsarmén
- Greek Orthodox Archbishopric of Johannesburg & Pretoria
- Greek Orthodox Patriachate of Alex
- Institute for the Healing of Memories
- International Federation of Christian Churches
- KFUM
- Koptisk-ortodoxa kyrkan
- Maranatha Reformed Church of Christ
- Methodist Church of Southern Africa
- Moravian Church in Southern Africa
- Nederduitse Gereformeerde Kerk
- Presbyterian Church of Africa
- Religious Society of Friends (Kväkare)
- Southern African Catholic Bishops’ Conference
- United Congregational Church of Southern Africa
- Uniting Presbyterian Church in Southern Africa
- Uniting Reformed Church of Southern Africa
- Volkskerk van Afrika

- Gereformeerde Kerke in Suid-Afrika (observatör)

När Sydafrikas president Jacob Zuma i februari 2018 meddelade att han avgick så välkomnades det av SACC.